# Cristóbal Villalba

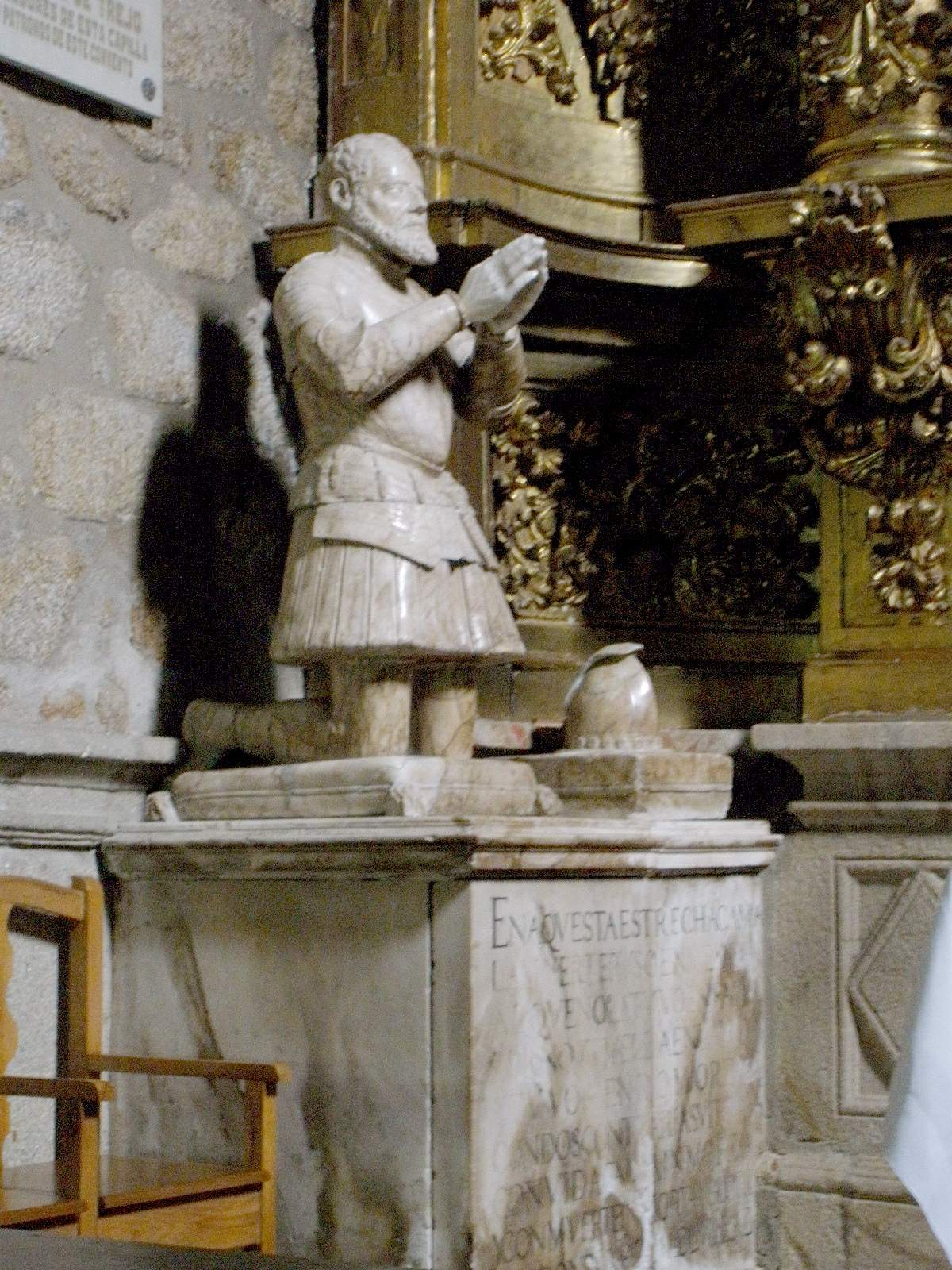
Estatua orante de Cristóbal Villalba en el convento de San Ildefonso de su ciudad natal.

Cristóbal Villalba (Plasencia, 1475-Estella 1516). Hidalgo extremeño y militar castellano.
Realizó su carrera militar en el norte de África e Italia, participando en la conquista de Nápoles junto al Gran Capitán.
En 1512 fue coronel en el ejército del Duque de Alba, Fadrique Álvarez de Toledo, cuando se realizó la Conquista de Navarra. Participó en distintas acciones, siendo entre las más destacables la detención en marzo de 1516 del mariscal Pedro de Navarra en el intento de recuperar el Reino de Navarra por Juan III de Albret.
Tomó parte activamente en la destrucción de los castillos del reino, cumpliendo las órdenes del Cardenal Cisneros. Tras ello escribió: 

Navarra está tan baxa de fantasía después de que vuestra señoría reverendísima mandó derrocar los muros, que no ay ombre que alçe la cabeza... Proveymos que algunos muros de algunas villas y lugares del Reyno de Navarra se derrocasen y echasen por el suelo porque era cosa dificultosa haver de poner en cada lugar gente de guarda... De esta manera el Reyno no puede estar más sojuzgado y más sujeto, y ninguno en aquel reyno tendrá atrevimiento ni osadía para se revelar.
Cristóbal Villalva al Cardenal Cisneros.

Murió mientras yacía con su mujer a la hora de la siesta. Algunos cronistas atribuyen la muerte a envenenamiento y acusarían como responsable al conde de Lerín (líder beaumontés) por derribar las murallas de sus señoríos.